# 湯木博恵
湯木 博恵（ゆき ひろえ、本名：新沼 博江（にいぬま ひろえ、旧姓：湯木）、1948年11月15日 - 2011年9月7日 ）は、日本のバドミントン選手。世界一に4度君臨したバドミントン女王。日本人で唯一のバドミントン殿堂入り選手。夫は演歌歌手の新沼謙治。

## 来歴・人物
広島県安芸郡海田町で生まれ、1歳で岡山県岡山市に移った。山陽女子高等学校3年の時、高校総体で初優勝。 
日本女子体育大学2年だった1969年、全英オープン選手権女子シングルスで初優勝を果たすと2年連続を含む計4度優勝。全英オープンは1977年に世界選手権が創設されるまで事実上の個人の世界選手権だったので、世界一に4度君臨したことになる。この偉業を称え、持ち回りの純銀製優勝プレートの永久保存を許された。 
1971年には、高木紀子とのペアで、全英オープンのダブルスでも優勝している。
バドミントンが公開競技として行われた1972年ミュンヘンオリンピックでは3位となった。 
また、世界女子団体選手権（ユーバー杯）も3度制覇、全日本総合バドミントン選手権大会でも5年連続を含む6度の優勝を飾り、1960年代から1970年代にかけて女子シングルスで圧倒的な強さを見せ「女王」の尊称付きで呼ばれた。 
1981年、現役を引退。1986年、バドミントンを通じて知り合った演歌歌手の新沼謙治と結婚。日本女子体育大学バドミントン部監督としても活躍した。 
2002年、日本人選手初の国際バドミントン連盟の殿堂入り。 
山口県下松市では毎年、「湯木博恵杯争奪バドミントン大会」が開催されている。 
2011年9月7日、甲状腺癌のため東京都内の病院で死去。62歳没。通夜は東京都大田区の臨海斎場で営まれ、夫の新沼が喪主を務めた。戒名は「羽鏡院謙室博翔大姉」。

## エピソード・逸話
- バドミントン女子複でバルセロナ五輪にも出場経験のある陣内貴美子が、小学生の頃に湯木の練習を見学した際、湯木がゲーム練習中にアウトと判断して見送ったシャトルが2回続けてインとなった。湯木は首を傾げつつ、練習を続けたが、3回目となるミスをした際に主審に「コートの大きさを測り直して欲しい」と依頼した。実際に計測してみると、規定より約5cmほど広いという結果だった。この湯木の正確なコート把握能力に陣内は子供ながらに感心し、後年、陣内が湯木にこのエピソードについて聞くと、湯木は「そんなことあったっけ？」と言いつつ、「コートの広さくらい体が覚えているからね」と語った。
- 1974年、1975年、1977年の全英選手権女子シングルスで優勝しているが、1976年が抜けているのは、日本バドミントン協会が「参加するな」と命令したからである[5]。当時、国際バドミントン協会（現・世界バドミントン連盟）は「台湾問題」を巡って中国と対立していた。一つの中国を主張し「国際スポーツ界から台湾を追放せよ」と叫ぶ中国に対し、欧州各国は台湾を支持していた。板挟みとなった日本は、中国の肩を持つべきかどうかで苦慮した挙句、国際バドミントン協会が主管する全英選手権のボイコットを決めた。もし湯木が1976年の大会にも出場したら、世界バドミントン史上に輝く四連勝を達成していた可能性もあった為、本人は「あんなチャンスは二度とやってきません。とても悔しい」と繰り返し話していたという[5]。
- 夫の新沼謙治は妻・博江を悼み、自身の故郷である岩手県大船渡市に『南無博江観音』を建立した[9]。